# Fluid dram
Fluid dram und Fluid drachm (»Flüssigdrachme«)  sind Maßeinheiten des Raums (Flüssigkeit, Apothekermaß), die vor allem in Nordamerika gebräuchlich sind. 
Das Einheitenzeichen für Fluid dram ist US.fl.dr. 

Das Einheitenzeichen für Fluid drachm ist Imp.fl.dr.
1 US.fl.dr. = 60 US.min. = 0,2255859375 cubic inch = 3,6966911953125 cm³ 

1 US. gallon = 231 cubic inch = 1024 US.fl.dr.
1 Imp.fl.dr. = 0,96076 US.fl.dr.
1 Imp.fl.dr. = 60 Imp.min. = 0,2167339453125 cubic inch = 3,55163303280844 cm³ 

1 Imp.gallon = 277,41945 cubic inch = 1280 Imp.fl.dr. 
Siehe auch:
- fluid ounce, pint, Angloamerikanisches Maßsystem
- Einheit dram (drachm) als Masseeinheit.